# Marcel Caron
Marcel Caron (Edingen, 13 mei 1890 – Luik, augustus 1961) was een Belgisch expressionistische schilder. 

## Leven en werk
Hij kreeg les van Evariste Carpentier aan de Academie van Luik. Daar ontwikkelde hij een grote interesse in het expressionisme en sloot hij zich in 1924 aan bij de groep Sélection en kort daarna bij Le Centaure.
In 1952 werd zijn naam vermeld op het Belgische paviljoen tijdens de 28e Biënnale van Venetië, naast namen als James Ensor, Frits Van den Berghe, Constant Permeke en Gustaaf De Smet.
Hoewel hij in zijn vroege werk de kubistische structuren gebruikte die het expressionisme van Gust De Smet benaderden, veranderde hij later zijn stijl om zich volledig te wijden aan 'non-figuratief' werk.